# Ulrich Kaspar

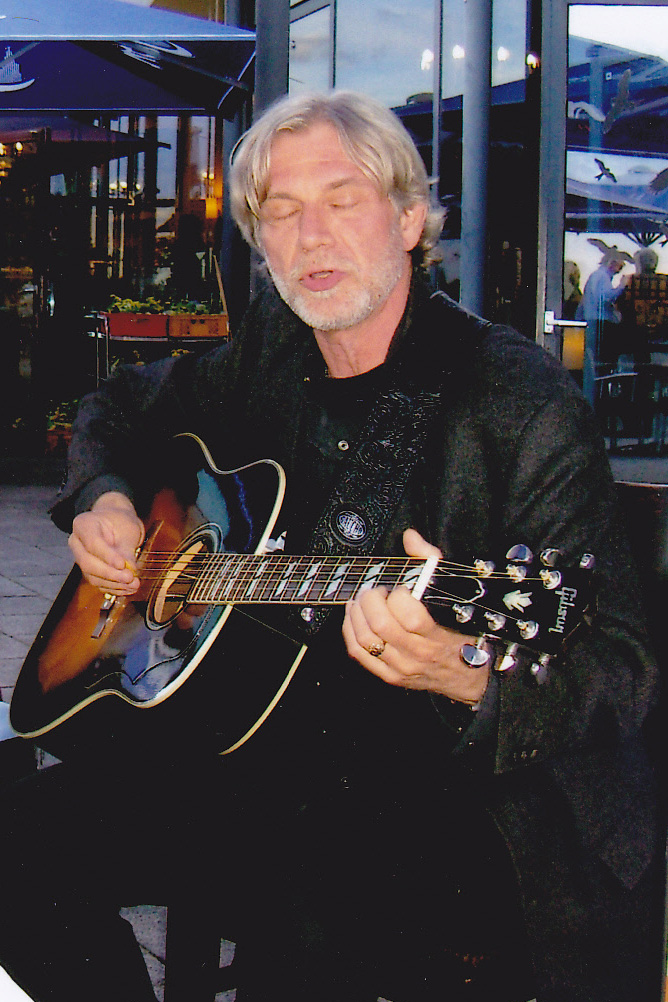
Kaspars Schmal bei einem Auftritt in Bonn 2013

Ulrich Kaspar (* 9. April 1959 in Bonn; † 6. Januar 2017 ebenda), Spitzname Rick, Künstlername Kaspars Schmal, war ein deutscher Lyriker und Musiker.

## Leben
Ulrich Kaspar wuchs im rheinischen Bad Godesberg auf, wo er 1977 das Abitur machte. Anschließend studierte er katholische Theologie und Englisch in Bonn. Nach einigen Semestern brach er das Studium ab, leistete Zivildienst und studierte dann englische und amerikanische Literatur, Sprachwissenschaft, Kommunikationsforschung und Phonetik. Nach dem Examen arbeitete er in verschiedenen Unternehmen und widmete sich ab Anfang der 1990er Jahre ausschließlich dem künstlerischen Schaffen.
In den 1970er und 80er Jahren war er Sänger und Gitarrist der auf Old Time Country Music und Bluegrass spezialisierten Mountain String Band. Gemeinsame Auftritte und Jamsessions mit John Jackson, Hedy West, Derroll Adams und anderen wichtigen Vertretern der Americana-Szene und Folk-Bewegung bewogen ihn, nicht mehr nur traditionelle Lieder zu covern, sondern eigene Songs zu schreiben.
In den letzten Jahren trat er vorzugsweise mit im rheinischen Dialekt verfassten Liedern unter dem Namen Kaspars Schmal in Köln, Bonn und Umgebung auf. Seine Texte, die er auf der akustischen Gitarre begleitete, waren humorvolle Ehrerbietungen an den kleinen Mann. Seine Lieder sind verwandt mit den kölschen „Krätzje“ oder „Krätzchen“. Sie sind „kleine Verzällcher un et jroße Jeföhl“ (Textzeile), kleine, in sich geschlossene Geschichten. Frühe Einflüsse waren die amerikanische Country Music (Doc Watson oder Gid Tanner & the Skillet Lickers) sowie Hank Williams, der Delta Blues und Songwriter wie Kris Kristofferson, John Prine und Townes van Zandt.
Seine Gedichte wie auch die Texte seiner Lieder sind geprägt von der englischen Romantik, antiker Literatur (Pindar, Lukian, Horaz), aber ebenso vom Dadaismus. Ulrich Kaspar veröffentlichte eigene Werke und ist in Anthologien vertreten.
Ulrich Kaspar starb am 6. Januar 2017 nach kurzer schwerer Krankheit in seinem Heimatort.

## Publikationen (Auswahl)
- Kaspar, Ulrich: Der Starkbierkaiser – eine Hommage an den Zauberkünstler Günther Bruno Fuchs. Bonn 1986, ISBN 3-9801271-0-9
- Kaspar, Ulrich & Falke, Jutta (Hrsg.): Politiker beschimpfen Politiker. Leipzig 1998, ISBN 3-379-01728-0
- Kaspar, Ulrich: Unbequem zwischen den Zeilen. Egelsbach; Frankfurt a. M.; München; New York 1999, ISBN 3-8267-4512-4